# Альбрехт (маркграф Баден-Хахберга)
Альбрехт Баден-Хахбергский (1456, Замок Хохбург — 1488, Дамме, Брюгге) — маркграф Бадена, позже маркграф Баден-Хахберга.
Альбрехт был сыном Карла I и Екатерины Австрийской, сестры императора Фридриха III. В 1475 году Карл I скончался, а Альбрехт и его старший брат Кристоф I унаследовали маркграфство. Сначала они правили совместно, однако в 1476 году они разделили своё наследство. Альбрехт получил маркграфство Хохберг, а Кристофер единолично правил Баден-Баденом. Однако Альбрехт сразу же передал Хохберг своему брату в обмен на ежегодную пенсию, так что фактически Баден остался единым.
Соглашение о разделе было первоначально ограничено сроком на 6 лет, который истёк в 1482 году. Тогда братья решили продлить соглашение на неопределённый срок. Когда Альбрехт умер бездетным в 1488 году, Хохберг вернулся к Кристофу.